# Jean-Claude Dugros
Jean-Claude Dugros est un écrivain et traducteur français.

## Biographie
Né le 11 avril 1945 à Agen, Jean-Claude Dugros entame une carrière de cadre de banque.
Ayant obtenu un master 2 en occitan de l'université Montpellier-III, et étant devenu enseignant de cette langue en 1998, il est vice-président du Bournat du Périgord et responsable de sa revue Lo Bornat. Il anime l'émission Univers occitan sur Radio Orion, puis Parlem nostra lenga sur Grand R.
Il adhère au Félibrige en 1988. Maître d'œuvre en 2005, il est élu majoral l'année suivante, à la tête de la cigale de Nîmes précédemment détenue par Louis Dejean (d).
Également membre de l'Académie du Périgord, il est lauréat de l'Académie des jeux floraux en 2002 et en 2005.

### Vie personnelle
Marié, il a deux enfants.

## Ouvrages
- Le Bournat, école félibréenne du Périgord : son histoire : naissance et envol (1901-1914), Périgueux, Le Bournat, 2001 (BNF 44402365).
- Laus de Louis Dejean, Aix-en-Provence, Félibrige, 2006 (lire en ligne).
- Avec Bernard Lesfargues, Chant de la vielle : prose et poésie occitanes en bergeracois, Gardonne, Fédérop, 2015  (ISBN 978-2-85792-223-0).

### DeClaude Seignolle
- La Mauvenguda (préf. Bernard Lesfargues), Périgueux, Le Bournat, 2004.
- Una enfància fachilhiera, suivi de Mas velhadas perigòrdas, Le Bournat, 2005.
- L'Âpre Verdeur des légendes, Bergerac, Anguis, 2010  (ISBN 978-2-9530159-1-1).
- Contes fantastiques d'Occitanie et d'ailleurs, Montpellier, Anguis, 2011  (ISBN 978-2-9530159-2-8).
- Contes populars de Perigòrd, Mussidan, Anguis, 2012  (ISBN 978-2-9530159-4-2).
- Polyméron périgordin : contes populaires du Périgord : bestiaire de Gurson, Saint-Martin-de-Gurson, Intermuse, 2018 (BNF 45500878).

### D'Eugène Le Roy
- Lo Molin dau Frau : Helí Nogaret : istòria dau monier (ill. Francis Pralong (d)), Le Bournat, 2007  (ISBN 978-2-9530159-0-4).
- La Damnacion de sent Guinefòrt (ill. Francis Pralong), Périgueux, Novelum, 2011  (ISBN 978-2-917451-08-3).
- L'Ennemi de la mort (ill. Francis Pralong), Coux-et-Bigaroque, Perce-Oreille, 2020  (ISBN 978-2-901975-08-3).